# PGC 443
LEDA/PGC 443 auch ist eine D-Galaxie vom Hubble-Typ cD im Sternbild Bildhauer am Südsternhimmel. Sie ist schätzungsweise 1,5 Milliarden Lichtjahre von der Milchstraße entfernt.

Im selben Himmelsareal befinden sich u. a. die Galaxien NGC 10, PGC 394, PGC 519, PGC 621.